# Swiss Indoors 2023
Swiss Indoors 2023 a fost un turneu de tenis masculin care s-a jucat pe terenuri dure acoperite. A fost cea de-a 52-a ediție a evenimentului și a făcut parte din seria ATP 500 a Circuitului ATP 2023. S-a desfășurat la St. Jakobshalle din Basel, Elveția, în perioada 23–29 octombrie 2023.

## Campioni

### Simplu masculin
Pentru mai multe informații consultați Swiss Indoors 2023 – Simplu

### Dublu masculin
Pentru mai multe informații consultați Swiss Indoors 2023 – Dublu

## Puncte și premii în bani

### Distribuția punctelor
| Probă  | C   | F   | SF  | QF | R16 | R32 | Q  | Q2 | Q1 |
| Simplu | 500 | 300 | 180 | 90 | 45  | 20  | 10 | 4  | 0  |
| Dublu  | 500 | 300 | 180 | 90 | 0   | N/A | 45 | 25 | 0  |

### Premii în bani
| Probă  | C         | F         | SF        | QF       | R16      | R32      |
| Simplu | 410.660 € | 220.950 € | 117.760 € | 60.165 € | 32.115 € | 17.130 € |
| Dublu* | 134.890 € | 71.940 €  | 36.400 €  | 18.200 € | 9.420 €  | N/A      |

*per echipă